# Hans Fugger

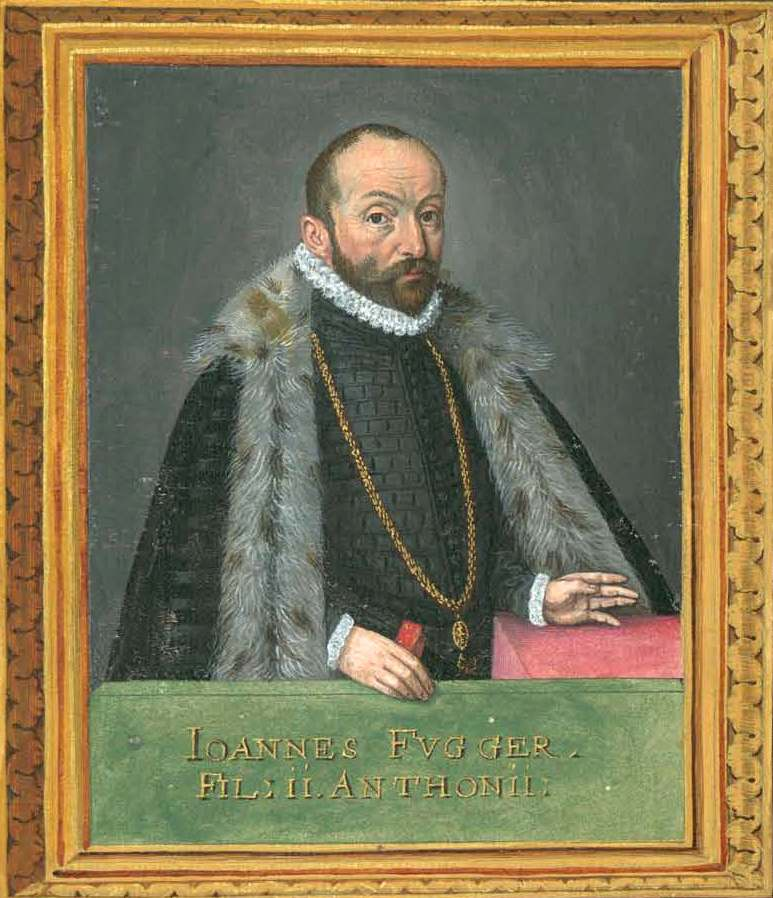
Hans Fugger

Hans Fugger von der Lilie, vollständig Hans, Freiherr Fugger, Herr zu Kirchheim, Glött, Mickhausen, Stettenfels und Schmiechen, (* 4. September 1531; † 19. April 1598, begraben in Kirchheim in Schwaben) war ein Mitglied des schwäbischen Kaufmannsgeschlechtes der Fugger. Er ist nicht zu verwechseln mit einem seiner Ahnen, dem im 14. Jahrhundert lebenden Hans Fugger, der das Geschlecht der Fugger begründete.

## Leben

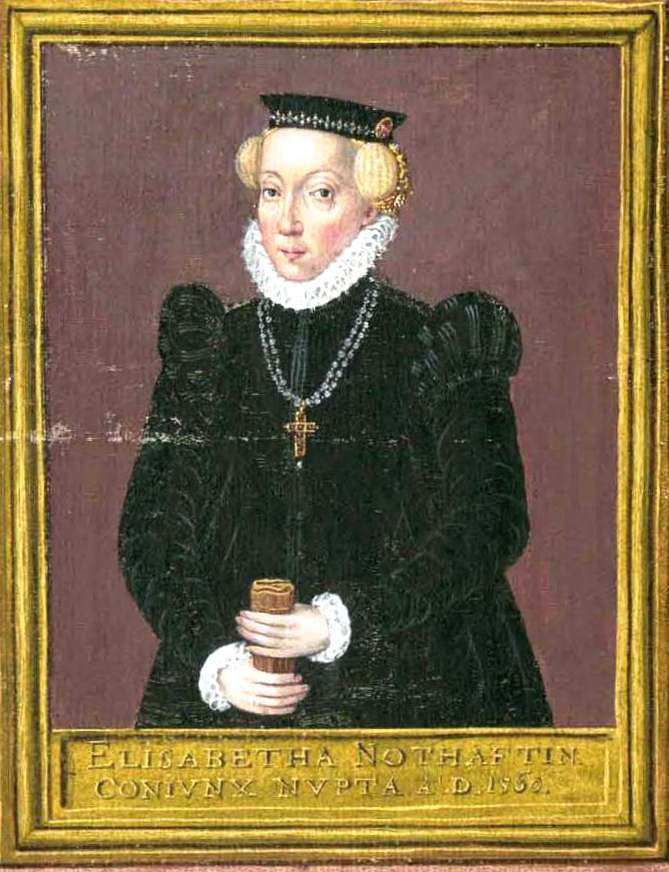
Elisabeth Notthafft von Weißenstein, Ehefrau von Hans Fugger

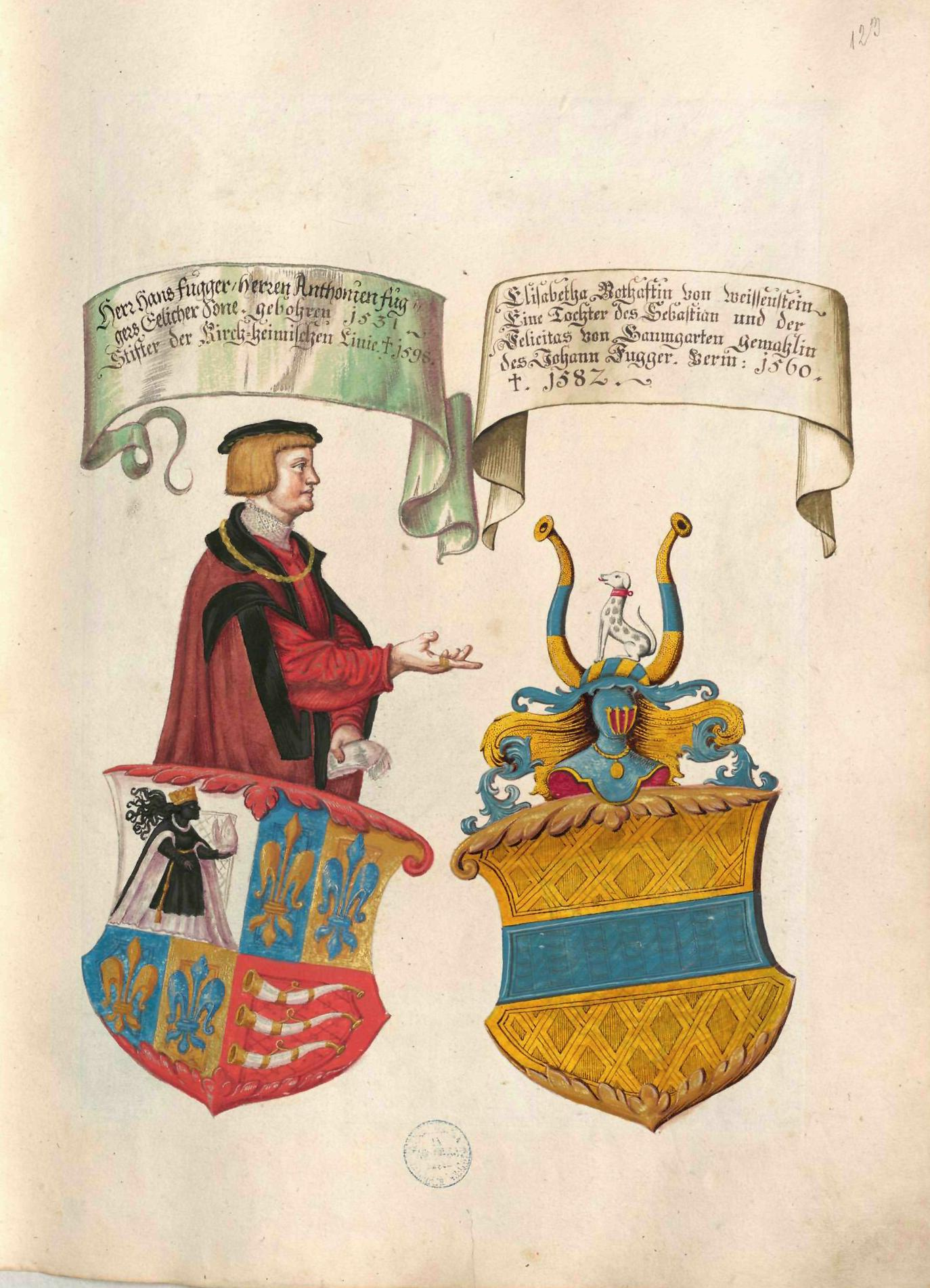
Eheliches Allianzwappen der Elisabetha Nothaftin von Weissenstein (* 1560; † 1582) und Hans Fugger (* 1531; † 1598), aus Geheimes Ehrenbuch der Fugger, hergestellt in der Werkstatt von Jörg Breu der Jüngere, 1545–1549

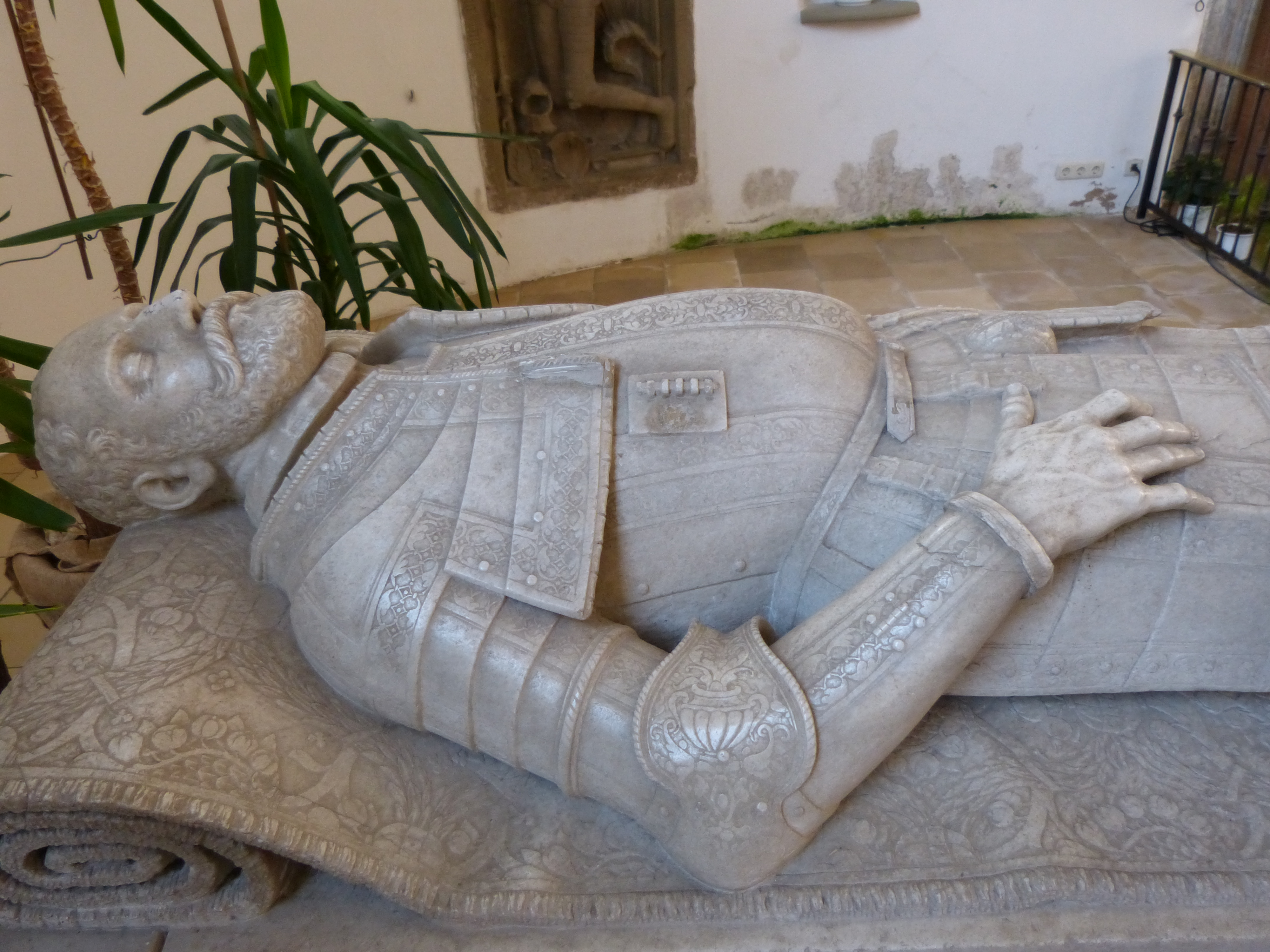
Epitaph Hans Fuggers in St. Peter und Paul, Kirchheim in Schwaben

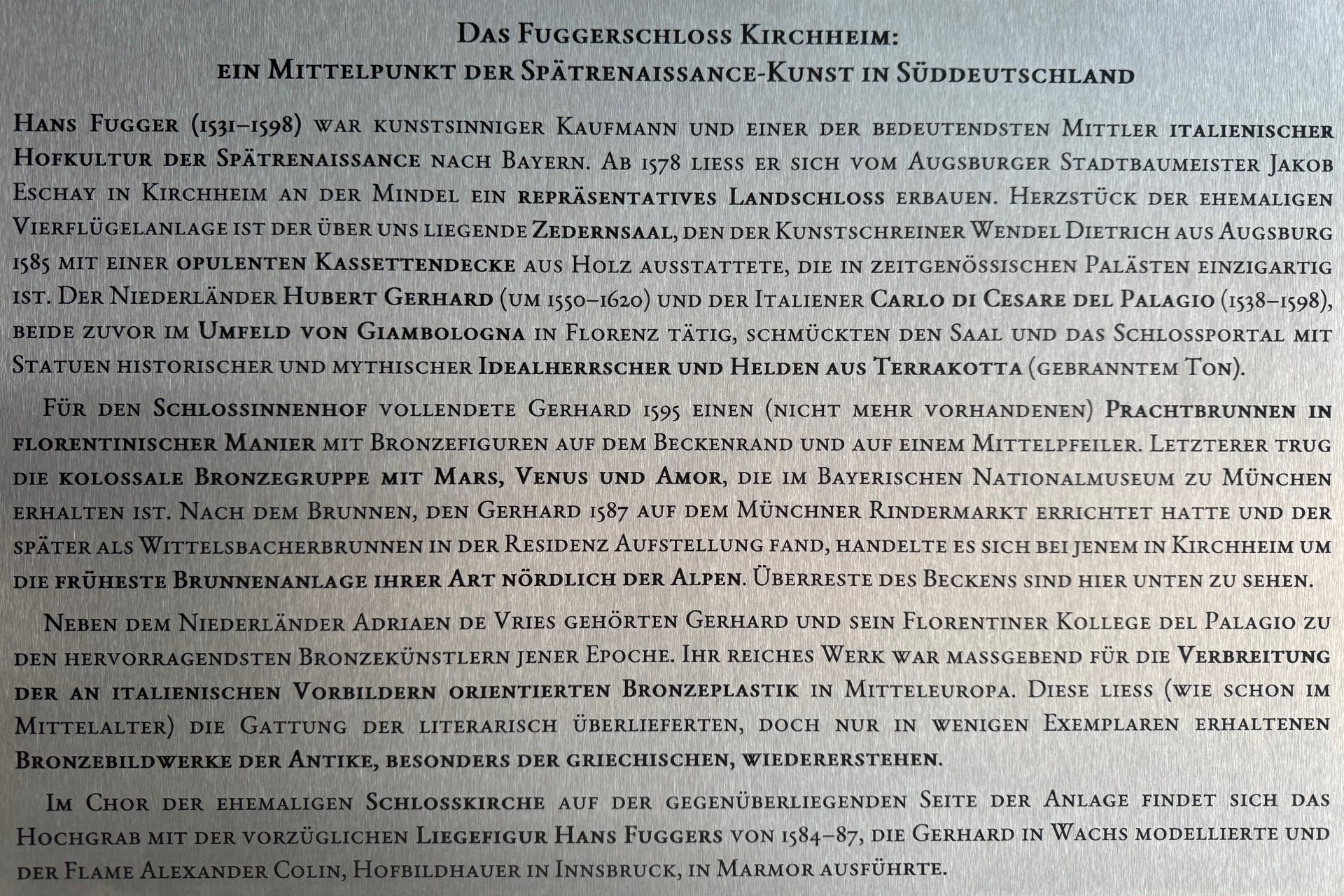
Gedenktafel im Fuggerschloss Kirchheim in Schwaben, gestiftet und erarbeitet von David Jan Slavicek

Hans Fugger war der zweite Sohn des Anton Fugger (1493–1560) und der Anna Fugger, geb. Rehlinger. Wie seine Brüder Marx (1529–1597), Hieronimus (1533–1573) und Jakob (1542–1598) erhielt er – dem neuen Stand der Familie gemäß – sowohl eine kaufmännische, als auch eine kulturelle und philosophische Ausbildung. Sein ganzes Leben lang diente er dem Handelsunternehmen der Fugger in unterschiedlichsten Bereichen. Diese erstreckten sich von den Niederlanden über Spanien bis wieder in das heimatliche Augsburg.
Nach dem Tod seines Vaters Anton 1560 verwalteten er und seine Brüder das Handelsunternehmen und den nunmehr beachtlichen Grundbesitz der Familie gemeinsam. 1573 kam es zur Teilung des gesamten Besitzes unter den Brüdern. Hans erhielt unter anderem die Herrschaften Kirchheim, Glött, Burg Stettenfels und Duttenstein zugesprochen. 1583 erhielt er zusammen mit seinen Brüdern die Reichsstandschaft im Schwäbischen Reichsgrafenkollegium, sowie die Kreisstandschaft im Schwäbischen Reichskreis. Hans Fugger erwarb später Erbanteile an den Herrschaften Mindelheim (1586), Dirlewang (1587) und Daxberg (1590). Nach 1597 wurde er als Nachfolger seines verstorbenen Bruders Marx Chef des gesamten Fuggerschen Handelsunternehmens.
Hans Fugger war seit 1560 mit Elisabeth Notthafft von Weißenstein (1539–1582) verheiratet. Das Paar hatte drei Söhne und zwei Töchter, unter anderem Jakob (1567–1626), später Bischof von Konstanz.

## Hans Fugger und die Kunst
Hans Fugger war ein wichtiger Auftraggeber von anspruchsvollen Kunstwerken. Er interessierte sich für neuartige und aktuelle künstlerische Strömungen seiner Zeit und gab ungewöhnliche Werke in Auftrag. In diesem Zusammenhang sind seine Schlösser in Kirchheim und Stettenfels zu sehen. Auch seine Wohnung in den Fuggerhäusern in Augsburg mit den bis heute erhaltenen „Badstuben“ war ein herausgehobenes Gesamtkunstwerk.

## Die Korrespondenz des Hans Fugger
Von kaum einem anderen Zeitgenossen des Hans Fugger sind so viele Briefe in Kopialbüchern erhalten. Diese befinden sich im Fuggerarchiv in Dillingen an der Donau. Mittlerweile wurden sie in Regestenform der Forschung zugänglich gemacht.